# Ahmed Tarek Ismail
Ahmed Tarek Ismail (* 18. Oktober 1997) ist ein ägyptischer Leichtathlet, der sich auf den Hammerwurf spezialisiert hat. 2024 wurde er in dieser Disziplin in Douala Vizeafrikameister.

## Sportliche Laufbahn
Erste internationale Erfahrungen sammele Ahmed Tarek Ismail im Jahr 2013, als er bei den Arabischen Jugendmeisterschaften in Kairo mit einer Weite von 69,39 m die Silbermedaille mit dem leichteren 5-kg-Hammer gewann. Anschließend schied er bei den Jugendweltmeisterschaften in Donezk mit 70,34 m in der Qualifikationsrunde aus. Im Jahr darauf siegte er mit 71,02 m mit dem 6-kg-Hammer bei den Arabischen Juniorenmeisterschaften in Kairo und gewann anschließend bei den Olympischen Jugendspielen in Nanjing mit 78,59 m die Bronzemedaille mit dem 5-kg-Hammer. 2015 siegte er mit 74,46 m bei den Juniorenafrikameisterschaften in Addis Abeba und im Jahr darauf belegte er bei den U20-Weltmeisterschaften in Bydgoszcz mit 74,42 m den sechsten Platz. 2022 gelangte er bei den Afrikameisterschaften in Port Louis mit 65,73 m auf den fünften Platz und im Jahr darauf gewann er bei den Arabischen Meisterschaften in Rabat mit 70,65 m die Silbermedaille hinter seinem Landsmann Mostafa el-Gamel. 2024 wurde er bei den Afrikaspielen in Accra mit 66,45 m Vierter, ehe er bei den Afrikameisterschaften in Douala mit 70,71 m die Silbermedaille hinter seinem Landsmann el-Gamel gewann. Im Jahr darauf gewann er bei den Arabischen Meisterschaften in Oran mit 69,39 m die Bronzemedaille hinter dem Katarer Ashraf Amgad el-Seify und Mohammed al-Dubaisi aus Saudi-Arabien.